# Кубок української ради ВДФСТ профспілок з футболу
Кубок української республіканської ради ВДФСТ профспілок з футболу на приз «Спортивної газети» (до 1987 — Кубок центральної ради ДСТ «Авангард» на приз «Спортивної газети») — турнір з футболу за олімпійською системою (на виліт) серед колективів фізичної культури (КФК) профспілкових товариств УРСР. Уперше проведений 1976 року. До 1987 року в Кубку брали участь тільки колективи, що представляли товариство «Авангард», з 1987 — колективи також інших товариств.
Масовий турнір, який, наприклад, 1983 року на попередніх етапах охопив до 10 тисяч колективів усіх областей УРСР. Спочатку відбувалися змагання серед цехових команд, потім районні та обласні змагання. Команди-переможці обласних етапів змагалися за олімпійською системою (на виліт) між собою з 1/16 фіналу.

## Переможці
| Рік  | 1 місце                                                                       | 2 місце                                                         | Рахунок *                                                  | Рахунок *                                                                | Тренер переможців      |
| ---- | ----------------------------------------------------------------------------- | --------------------------------------------------------------- | ---------------------------------------------------------- | ------------------------------------------------------------------------ | ---------------------- |
| 1976 | «Шахтар» (Червоноград)                                                        |                                                                 |                                                            |                                                                          |                        |
| 1977 | Одеський завод сільськогосподарського машинобудування ім. Жовтневої революції |                                                                 |                                                            |                                                                          |                        |
| 1978 | «Хімік» (Калуш)                                                               | «Шторм» (Одеса)                                                 | 0:1 (Одеса)                                                | 3:0 (Калуш)                                                              | Борис Пазухін          |
| 1979 | «Шкіряник» (Бердичів)                                                         |                                                                 |                                                            |                                                                          |                        |
| 1980 | «Комбайнобудівник» (Тернопіль)                                                | шахтоуправління ім. газети «Социалистический Донбасс» (Донецьк) |                                                            |                                                                          | Михайло Русанюк        |
| 1981 | «Цементник» (Миколаїв, Льв. обл.)                                             | Одеський завод ім. Жовтневої революції                          | 0:0 (Одеса)                                                | 1:0 (Миколаїв); гол: Мицьків (гольвий пас — Роман)                       | Микола Підлужний       |
| 1982 | шахтоуправління ім. газети «Социалистический Донбасс» (Донецьк)               | «Папірник» (Малин)                                              | 1:2                                                        | 2:0                                                                      | М. В. Хаймурзін        |
| 1983 | «Прилад» (Луцьк)                                                              | Одеський завод ім. Жовтневої революції                          | 0:0 (Одеса)                                                | 2:1 (Луцьк); голи: Кабанов (Кварцяний), Кабанов (Кварцяний) — Герасимчук | Віталій Кварцяний      |
| 1984 | «Прогрес» (Бердичів)                                                          | «Будгідравліка» (Одеса)                                         | 0:1 (Одеса)                                                | 4:1 (Бердичів)                                                           | Олександр Репутацький  |
| 1985 | шахта ім. Засядька (Донецьк)                                                  | завод ім. Лепсе (Київ)                                          | 2:0 (Нова Каховка); голи: Матяш (2)                        | 2:0 (Нова Каховка); голи: Матяш (2)                                      | О. Сирота, С. Кончулія |
| 1986 | «Пластик» (Виноградів)                                                        | гірничо-збагачувальний комбінат (Кривий Ріг)                    | 3:1 (Виноградів); голи: Галан, Чірі, Довганич — Софілканич | 2:3 (Кривий Ріг)                                                         |                        |
| 1987 | «Інтеграл» (Вінниця)                                                          | «Метеор» (Сімферополь)                                          | 2:1 (Сімферополь)                                          | 1:0 (Вінниця); гол: Маринович                                            | Михайло Куниця         |
| 1988 | «Шахтар» (Селідове)                                                           | «Керамік» (Виноградів)                                          | 0:0 (Виноградів)                                           | 1:0 (Селідове); гол: Дониченко                                           | А. Микешин, Р. Козлов  |
| 1989 | «Поділля» (Кирнасівка)                                                        | «Фрунзенець» (Саки)                                             | 0:0 (Саки)                                                 | 3:1 (осн. час — 1:1) (Кирнасівка);                                       |                        |

* — першою вказано гру, що відбулася першою

## Суперкубок
У двоматчі за Суперкубок Республіканської ради ВФСТ профспілок зустрічалися чемпіон УРСР серед профспілкових команд і володар Кубка.
| Рік  | 1 місце              | 2 місце              | Рахунок                                | Рахунок                                                                             |
| ---- | -------------------- | -------------------- | -------------------------------------- | ----------------------------------------------------------------------------------- |
| 1987 | «Авангард» (Жидачів) | «Інтеграл» (Вінниця) | 0:1 (Вінниця); гол: Маринович (з пен.) | 6:0 (Жидачів); голи: Герин, Угрин, Кутельмах, Мавров, Лозинський, Димитров (з пен.) |